# 이도리촌
이도리촌(井通村)은 시즈오카현의 서부,  도요다군, 이와타군에 속해있던 촌이다. 이와타시 중심부 서쪽 텐류강 좌안, 대략 도카이도 본선 도요타초역 북쪽 일대에 해당한다.

## 역사
- 1889년 4월 1일 - 정촌제 시행에 의해 도요다군 이도리촌이 성립하였다.
- 1896년 4월 1일 - 군 개편 의해 이와타군에 속하게 되었다.
- 1955년 3월 31일 - 도미오카촌과 합병해 도요다촌이 성립하여, 동일 이도리촌은 폐지되었다.

## 교통

### 철도
일본국유철도 도카이도 본선이 촌을 통과했지만 역은 존재하지 않았다. 현재는 도요타초역이 있지만 당시에는 미개업 상태였다.

### 도로
- 국도 제1호선

## 참고문헌
- 『가도카와 일본 지명 대사전 22 静岡県』。